# Mildred June

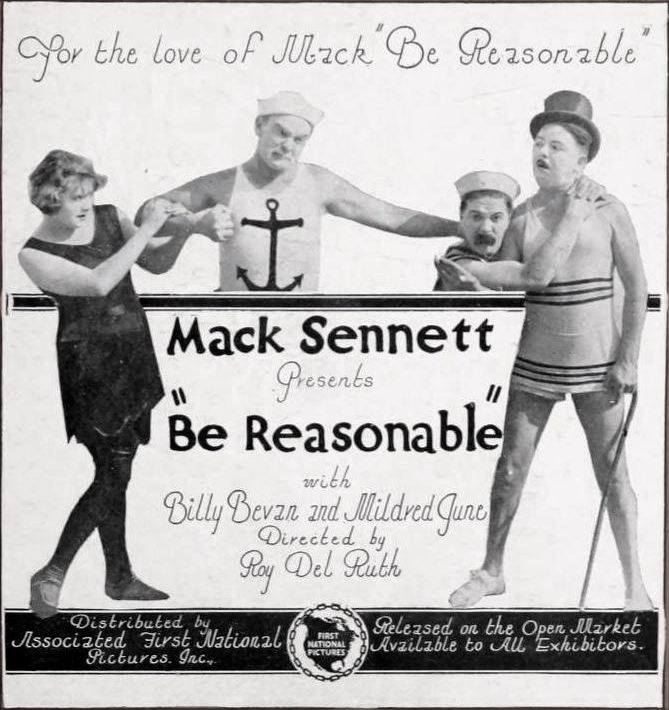
Be Reasonable, comédia de 1921

Mildred June (23 de dezembro de 1905 - 19 de junho de 1940) foi uma actriz americana que apareceu em filmes mudos. Ela também foi co-roteirista de um filme de 1927. Ela faleceu na década de 30 devido a alcoolismo.

## Biografia
June nasceu em St. Louis em 1905.
Ela foi uma actriz americana que apareceu em filmes mudos. June estrelou Troubles of a Bride em 1924 com Robert Agnew e Alan Hale. e noutro filme do mesmo género, Matrimony Blues, em 1926 com Lige Conley. No ano seguinte, ela estrelou em The Snarl of Hate e foi co-autora do filme de 1927 Crazy to Act, em que ela e Oliver Hardy desempenharam os papeis principais.
O seu último papel num filme foi um pequeno em Our Relations, estrelado por Laurel e Hardy em 1936.
Ela morreu jovem de alcoolismo em Hollywood em 1940, com cirrose hepática.